# Wachet auf, ruft uns die Stimme
Wachet auf, ruft uns die Stimme (BWV 140) – kantata religijna Johanna Sebastiana Bacha napisana w Lipsku na 27. Niedzielę po Trójcy Świętej (25 listopada 1731 r., liturgia luterańska). Oparta jest na chorale Philippa Nicolai z 1599 r. o tym samym tytule. Tekst kantaty wiąże się z biblijną przypowieścią o pannach mądrych i głupich (Mt 25, 1-13).

## Części kantaty
1. Chór „Wachet auf, ruft uns die Stimme”
2. Recytatyw „Er kommt, der Bräutgam kommt”
3. Aria (duet) „Wenn kömmst du, mein Heil?”
4. Chorał „Zion hört die Wächter singen”
5. Recytatyw „So geh herein zu mir”
6. Aria (duet) „Mein Freund ist mein!”
7. Chorał „Gloria sei dir gesungen”

## Obsada
- róg
- 2 oboje
- rożek angielski
- skrzypce piccolo
- dwoje skrzypiec
- viola da braccio
- basso continuo
- soliści (sopran, tenor, bas)
- chór (sopran, alt, tenor, bas)